# Wilnisser visser
Het arrest Wilnisser visser (HR 13 februari 1922, NJ 1922, p. 473) is een belangrijk arrest van de Nederlandse Hoge Raad met betrekking tot de onsplitsbare wilsverklaring en de ondergrens van gemeentelijke regelgeving. Het wordt in de rechtswetenschap als standaardarrest beschouwd.

## Casus
In de Algemene Politieverordening voor de gemeente Wilnis was vissen op zondag verboden. In strijd met deze verordening had A.K. op zondag 7 augustus 1921 in de Wilnisse plassen gevist. De kantonrechter te Breukelen-Nijenrode besloot echter tot ontslag van alle rechtsvervolging, omdat het feit wel bewezen werd geacht, maar de verbodsbepaling onverbindend werd geacht. De verbodsbepaling was namelijk te ruim geformuleerd en daarmee werd de verordeningsbevoegdheid van het toenmalige artikel 135 (thans art. 149) van de Gemeentewet overschreden. 

## Hoge Raad
De Hoge Raad ging akkoord met het oordeel van de kantonrechter. Artikel 149 Gemeentewet stelt dat de gemeenteraad de verordeningen maakt die hij in het belang van de gemeente nodig oordeelt. Daarbij kan het gaan om zaken die de openbare orde, de zedelijkheid, de gezondheid of andere huishoudelijke gemeentebelangen betreffen. Een verbod op vissen in openbare wateren of het vissen zichtbaar vanaf de openbare weg zou in de gemeentelijke verordeningsbevoegdheid passen. De verbodsbepaling in de Algemene Politieverordening was evenwel zo ruim gesteld dat deze ook het vissen verbood in gevallen dat het niet in openbare wateren zou geschieden of niet van de openbare weg te zien zou zijn. Daarmee werd de ondergrens van de gemeentelijke verordeningsbevoegdheid overschreden. In hedendaagse termen geformuleerd werd de privacy van de burger aangetast in een mate die aan de gemeentelijke wetgever niet was toegestaan. Omdat aldus de ondergrens van de gemeentelijke verordeningsbevoegdheid was overschreden, sloot de Hoge Raad zich aan bij het oordeel van de kantonrechter dat deze bepaling in haar geheel onverbindend was.

## Relevantie
Het arrest Wilnisser visser is van groot belang voor het leerstuk van de onsplitsbare wilsverklaring. Dit houdt in dat een gemeentelijke of provinciale verordening niet uiteen kan vallen in een gedeelte dat gelding heeft en een gedeelte dat geen gelding heeft. Een bepaling die te ruim is omdat deels de ondergrens van de gemeentelijk verordeningsbevoegdheid overschreden wordt, is daardoor in haar geheel onverbindend. Gemeentelijke regelgeving dient dus toegesneden te zijn op de omvang van de gemeentelijke verordeningsbevoegdheid op straffe van onverbindendheid. 